# Rogas nigridorsum
Rogas nigridorsum är en stekelart som beskrevs av Sergey A. Belokobylskij 1996. Rogas nigridorsum ingår i släktet Rogas och familjen bracksteklar. Inga underarter finns listade i Catalogue of Life.